# Pruisische G 10 stoomlocomotief
De Pruisische G 10 was een Duitse stoomlocomotief voor het slepen van zware goederentreinen. Deze loc had een maximale snelheid van 60 km/h. De G10 heeft een 0-10-0 asindeling. Na de Eerste Wereldoorlog kwamen in België verschillende locomotieven in dienst als type 90.
Het ontwerp van de G 10 was gebaseerd op een combinatie van de loop- en klepuitrusting van de Pruisische T 16 en de ketel van de Pruisische P 8. Bij de ontwikkeling van de G 10 is echter het T 16-onderstel met zijspeling op de eerste en vijfde as gewijzigd. De T 16 werd vervolgens ook gebouwd met deze gewijzigde configuratie en werd de Pruisische T 16.1 genoemd. De G 10 was bedoeld voor zware goederentreinen op hoofdlijnen, maar vanwege zijn lage aslast kon hij flexibeler worden gebruikt dan de even krachtige Pruisische G 8.1. De G 10 werd af en toe zelfs gebruikt in het personenvervoer.
Tussen 1910 en 1924 werden niet minder dan 2.615 klasse G 10's geleverd aan de Pruisische staatsspoorwegen en de Deutsche Reichsbahn, 35 aan de keizerlijke spoorwegen in Elzas-Lotharingen en 27 aan de Saar-spoorlijn. Nog eens 350 werden verzonden naar spoorwegmaatschappijen in Turkije, Roemenië, Polen en Litouwen.
De Deutsche Reichsbahn nam bijna alle Pruisische locomotieven over en bleef de G 10 bouwen tot 1924. Na de Eerste Wereldoorlog gingen 222 G 10's naar buitenlandse spoorwegen.
Volgens het eerste voorlopige hernummeringsplan van 1923 werden verschillende locomotieven afgeleverd als klasse 33s, maar vanaf eind 1923 kregen de nieuw afgeleverde locomotieven hun definitieve nummers. De G 10 kreeg de nummers 57 1001-2725 en 57 2892-3524 . Onder hen was nummer 57 1124, een G 10 uit Elzas-Lotharingen. In 1935 kregen de G 10's van de Saar-spoorwegen de nummers 57 2727-2763, waarvan 57 2737-2763 de kopieën van de Saar-spoorwegen die tussen 1921-1925 werden gebouwd. In de Tweede Wereldoorlog werden meer locomotieven overgenomen uit Polen als 57 2764-2772 en 57 2784-2804 en uit Luxemburg als 57 2773-2783. Na de oorlog bevond een voormalige G 10 uit Elzas-Lotharingen zich in de DDR en werd geclassificeerd als 57 3551. Het werd vergezeld door een andere G10 van onbekende oorsprong, nr. 57 4245.
Negen G 10-locomotieven werden afgestaan aan Italië als oorlogsherstel na de Eerste Wereldoorlog en werden overgenomen door de Ferrovie dello Stato Italiane als klasse 473.
In 1950 had de Deutsche Bundesbahn ongeveer 649 ex-Pruisische G10's in haar vloot, de Deutsche Reichsbahn (Oost-Duitsland) had er 112 en de Saar-spoorwegen hadden er 81. De Bundesbahn herclassificeerde zijn G 10's als klasse 057 in 1968, maar had ze tegen 1970 met pensioen, de laatste buiten dienst was 057 070-5 op 22 september 1970. De Reichsbahn voltooide hun pensionering van G 10's tegen 1972.
Vanaf 1916 had de militaire spoorweg van het Oostenrijkse rijk 20 G10's die werden aangemerkt als Klasse 680 en specifiek bedoeld waren voor taken op het breedspoor van de Russische Spoorwegen. Verschillende van hen kregen Reichsbahn nummers 57 2766-2768 en 57 2789-2792 tijdens de Tweede Wereldoorlog.
Na de oorlog bleven ongeveer 165 locomotieven van klasse 57.10-35 op Oostenrijks grondgebied. Hiervan bleven 96 in dienst als de ÖBB Klasse 657. De Oostenrijkse spoorwegen (ÖBB) nam ze allemaal uit dienst tegen 1968. Nummer 657.2770, een locomotief verkregen door de Oostenrijkse Vereniging voor Spoorweggeschiedenis (ÖGEG) uit Roemenië, is in goede staat bewaard en wordt gebruikt voor speciale diensten.
De voertuigen waren uitgerust met verschillende tenders, waaronder Pruisische pr 3 T 16.5, pr 3 T 20, pr 2'2 'T 21.5 en pr 2'2' T 31.5 tenders evenals de Beierse baai 3 T 20. over van Beierse locomotieven G 4/5 N en G 4/5 H.